# Leucastea femoralis
Leucastea femoralis is een keversoort uit de familie halstandhaantjes (Megalopodidae). De wetenschappelijke naam van de soort werd in 1919 gepubliceerd door Julius Weise.